# Roberto Sambonet
Roberto Sambonet, né le 2 janvier 1924 à Verceil et mort le 28 novembre 1995 à Milan, est un designer, architecte et peintre italien.
Il a notamment reçu quatre prix Compasso d'Oro.

Photo par Paolo Monti
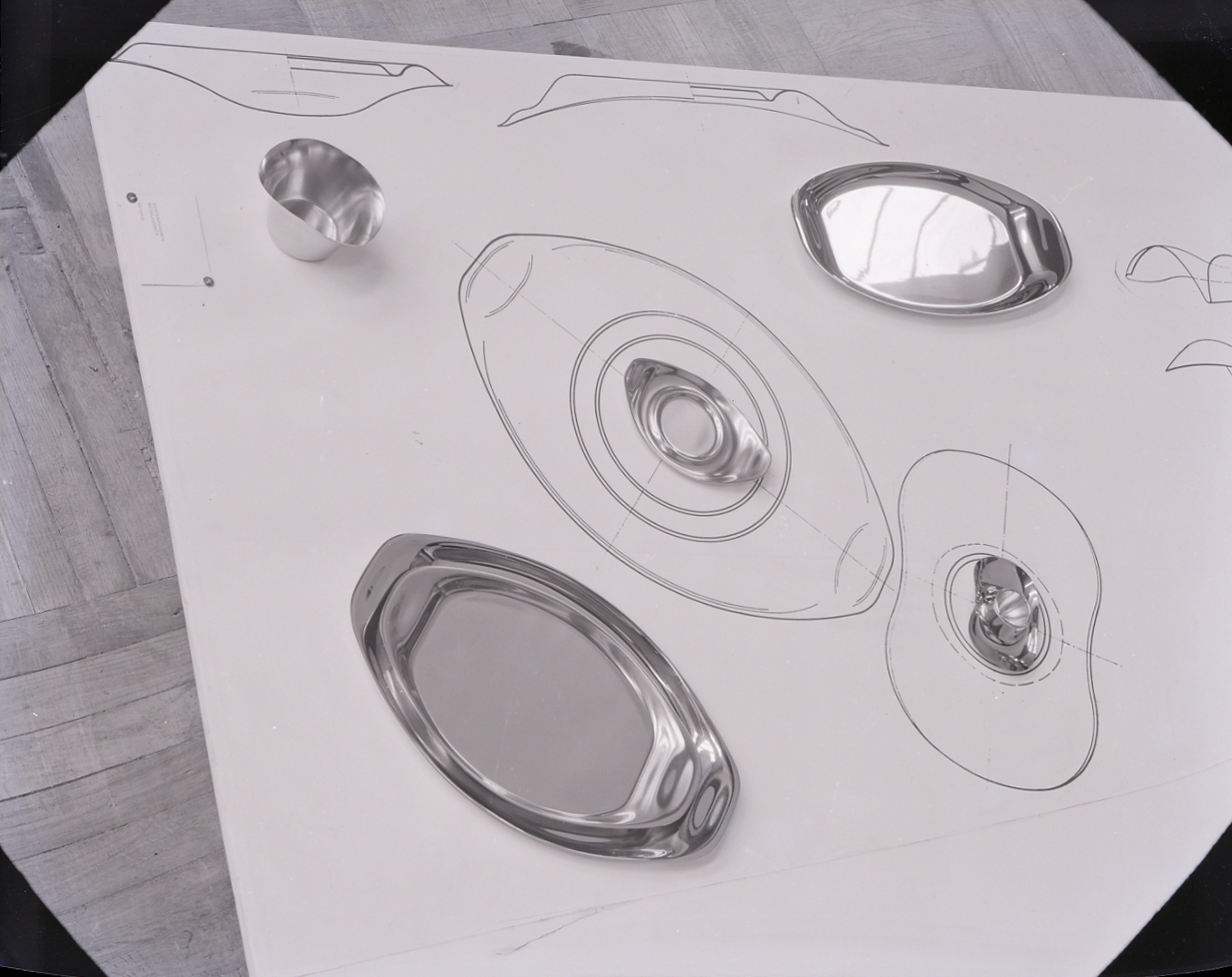
X Triennale de Milan, des plateaux et des conteneurs en acier conçus par Roberto Sambonet, 1954.
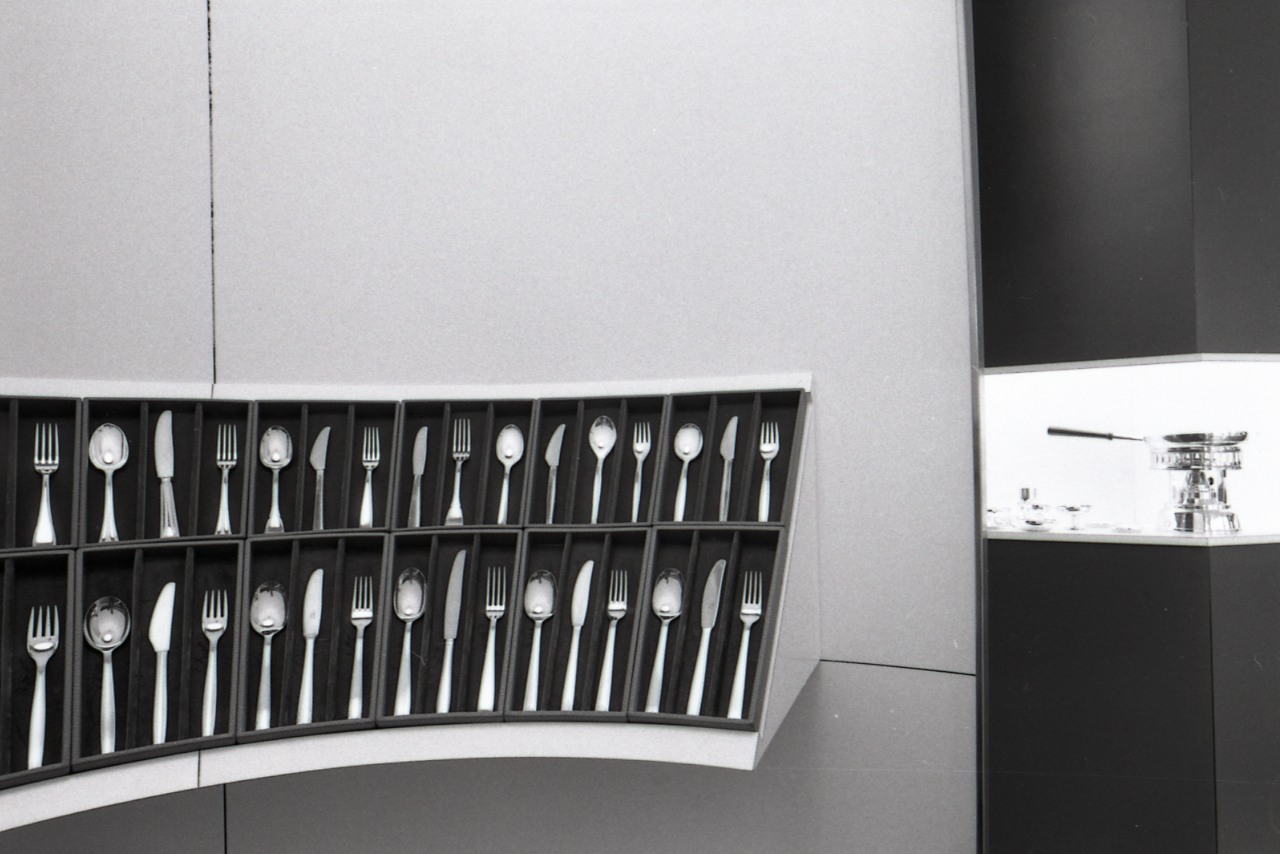
Showroom de Sambonet: meubles, des couverts et de la vaisselle sur l'affichage. Milan, Corso Sempione n. 38, 1973.